# Chiesa dei Santi Giovanni Battista ed Evangelista (Nettuno)
La chiesa dei Santi Giovanni Battista ed Evangelista, nota anche semplicemente come chiesa di San Giovanni, è la parrocchiale di  Nettuno, in città metropolitana di Roma Capitale e sede suburbicaria di Albano; fa parte della vicaria di Nettuno.

## Storia

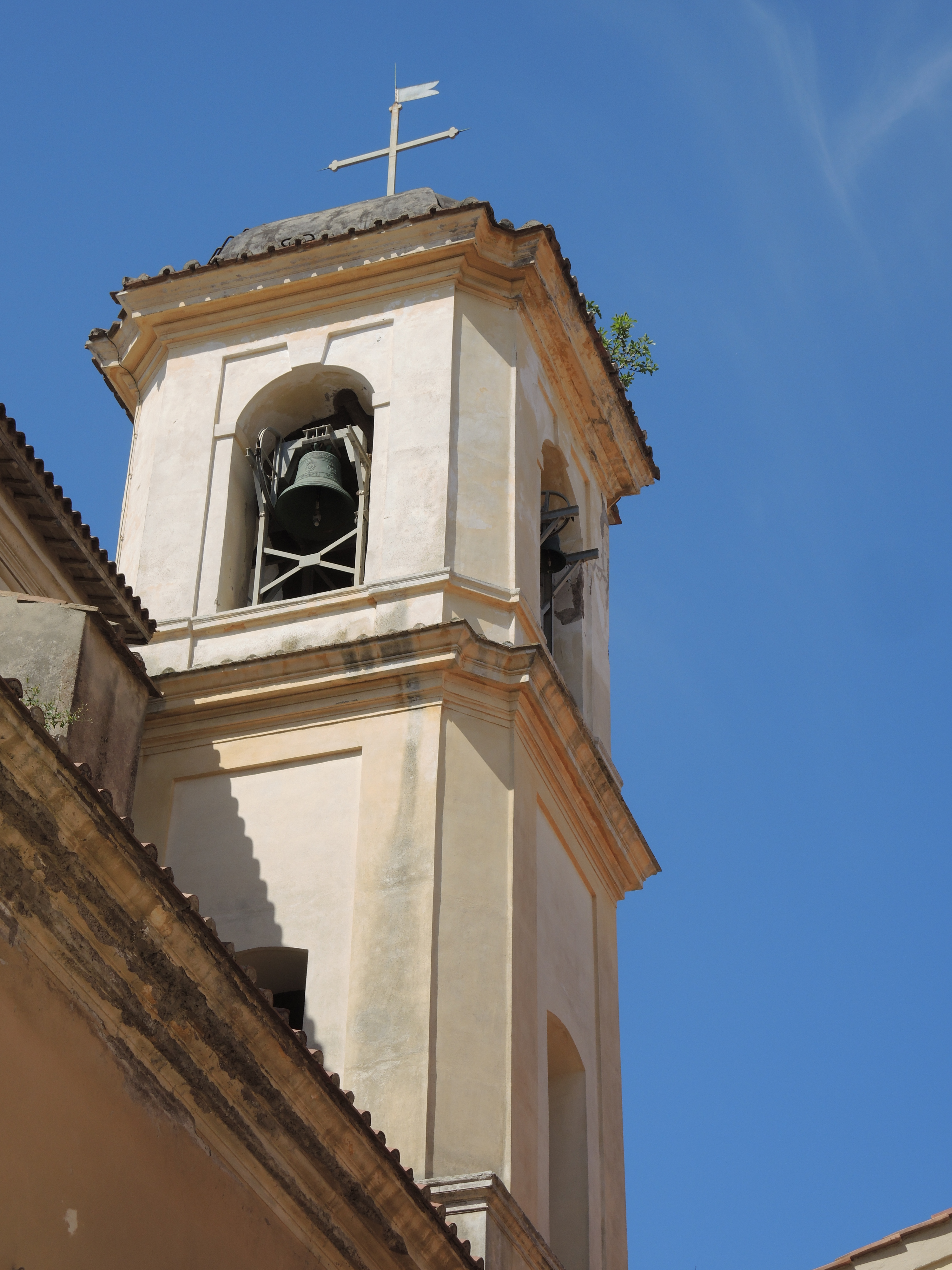
Il campanile

L'antica città di Antium divenne sede vescovile già in epoca paleocristiana; la diocesi di Anzio venne soppressa nel VII secolo e aggregata alla sede suburbicaria di Albano.
I privilegi che spettavano alla cattedrale della soppressa diocesi anziatina furono ereditati probabilmente dalla collegiata di Nettuno, sorta lì dove precedentemente esisteva un tempio pagano intitolato al dio Nettuno e dedicata all'Assunzione della Beata Vergine Maria; ciò può essere comprovato dal fatto che per secoli la pieve nettunese si fregiò del titolo di matrice di Anzio e Conca, come testimoniato pure dalla relazione della visita del 1636 del cardinale Emilio Altieri. Inoltre, in altri documenti la collegiata di Nettuno era menzionata come concattedrale della diocesi albanense.
Nel 1738 la vecchia chiesa fu demolita per far posto alla nuova parrocchiale; l'edificio, disegnato dall'architetto Carlo Marchionni, venne portato a compimento nel 1748.

## Descrizione

### Facciata
La facciata della collegiata, che volge a oriente, è a salienti e suddivisa da una cornice marcapiano in due registri, entrambi scanditi da lesene binate; quello inferiore presenta il portale d'ingresso sovrastato da un arco a tutto sesto, mentre quello superiore, più stretto a affiancato da due volute, è caratterizzato da una finestra rettangolare e coronato dal timpano triangolare inscritto in uno semicircolare.

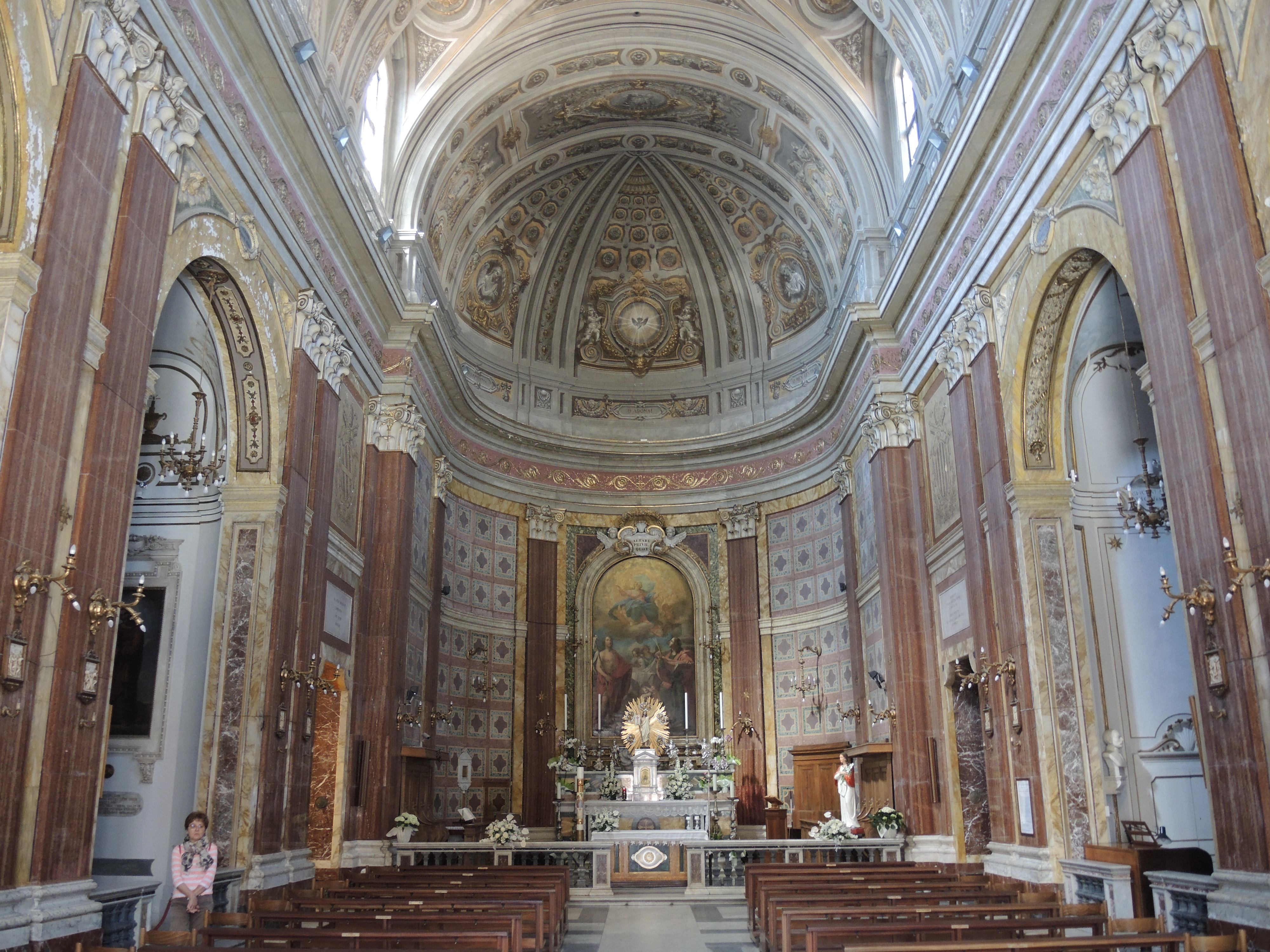
L'interno

### Interno
L'interno dell'edificio si compone di un'unica navata, le cui pareti sono scandite la paraste e che è coperta dalla volta a botte caratterizzata da lunette.
Opere di pregio qui conservate sono la pala che rappresenta la Vergine Assunta assieme ai Santi Giovanni Battista ed Evangelista, eseguita dal viterbese Vincenzo Strigelli nel 1739, la tela avente come soggetto la Madonna del Rosario, dipinta da Geremia Rovari, la pala ritraente la Vergine Immacolata ed i Santi Vincenzo Ferreri e Luigi Gonzaga, realizzata probabilmente da Pompeo Batoni, il fonte battesimale in marmo di Siena, le tele raffiguranti San Michele Arcangelo e Gesù Crocefisso con Santa Maria Maddalena e la pala d'altare in cui sono ritratti Santa Maria del Rosario, San Domenico e Santa Caterina.